# Lennart Uller
Lennart B:son (Bengtsson) Uller, född 7 februari 1944 i Oscars församling i Stockholm, är svensk militär (överste).

## Biografi
Uller är son till översten av första graden Bengt Uller (1906–1991). Han avlade studentexamen 1961 i Borås och blev officer vid Svea artilleriregemente (A 1) 1965. Efter språkstudier i Tyskland och Schweiz 1970–1971 genomgick Uller Militärhögskolans högre kurs 1973–1975, blev major vid generalstabskåren och chef för Arméstabens informationsdetalj 1977 och överstelöjtnant 1982. Han var taktiklärare vid Militärhögskolan 1978–1980 och strategilärare 1983–1987, däremellan kompanichef vid Svea artilleriregemente 1980–1981 samt avdelningschef och administrativt sammanhållande för utlandssamarbetet vid armédelen av Försvarets materielverk 1981–1983. Han var bataljonschef vid Wendes artilleriregemente (A 3) 1987–1989. Läsåret 1989–1990 var han armélärare vid Försvarshögskolan. År 1990 befordrades han till överste och blev chef för Artilleri- och ingenjörhögskolan (AIHS), dess siste myndighetschef innan skolan lades ner 1992 och verksamheten infogades i andra militära utbildningsenheter. Därefter var han chef för Norrlands artilleriregemente (A 4) 1992–1994, innan han återvände till Försvarshögskolan som chef för militärhistoriska avdelningen och ställföreträdande institutionschef vid Strategiska Institutionen. Han lämnade aktiv tjänst i förtid 1999.
I samband med Kuwaitkriget 1991 var Uller en av de militära expertkommentatorer som förekom i svensk television, i Ullers fall Rapport i Sveriges Television. Han var personlig medlem i Internationella Institutet för Strategiska Studier i London 1988–2002 och säkerhetspolitisk medarbetare i Officerstidningen 1990–2002 samt gav på Regeringskansliets uppdrag kurser i Bryssel 1995–1996 rörande EU:s beslutsfattningsprocess. År 1992 var Uller en av tre grundare till bokklubben, bokförlaget och stiftelsen Svenskt Militärhistoriskt Bibliotek, vilket skedde i samband med utgivandet av en bok om regementet A 4:s historia. Han var ordförande i Jämtlands läns Livräddningssällskap 1992–1994 och medlem av styrelsen för FBU i Jämtland 1992–1999. Uller var medlem av Sydafrikanska Wagner-sällskapets kommitté för "Flygande Holländaren" 2009–2011. Han är en av grundarna av och ordförande i Tilas stiftelse (1998 -) respektive Swedish African Welfare Alliance (SAWA: sjukhus och skolor, 2002–2013, Nairobi).
Uller var adjutant hos kungen 1977–1987 och utsågs till överadjutant 1995. Han är ledamot av Kungl Krigsvetenskapsakademien sedan 1987. och Svenska Militärhistoriska Kommissionen. Han var ämnesexpert (artilleri) förr Bra Böckers Nationalencyklopedi. Han vann H.M. KONUNGENS skjutpris för artilleriofficerare 1972, tillägnades 1993 "Regementschefens marsch" (Badman) och fick Norrlands Artilleriregementes hedersplakett 1994.

## Utmärkelser
- Konung Carl XVI Gustafs jubileumsminnestecken med anledning av 50-årsdagen 1996
- Hans Majestät Konungens medalj, 8:e storleken med serafimerordens band
- För nit och redlighet i rikets tjänst
- Svea Artilleriregementes guldmedalj för livräddande insats 1969
- Kommendör av Isländska falkorden (23 juni 1987)[5]
- Kommendör av Estniska Vita stjärnans orden
- Kommendör av Luxemburgska Militära förtjänstorden med krona
- Österrikiska stora förtjänstmedaljen i guld
- 3:e klass av Vita stjärnans orden (8 september 1995)[6]